# Список гомологичных органов репродуктивной системы человека

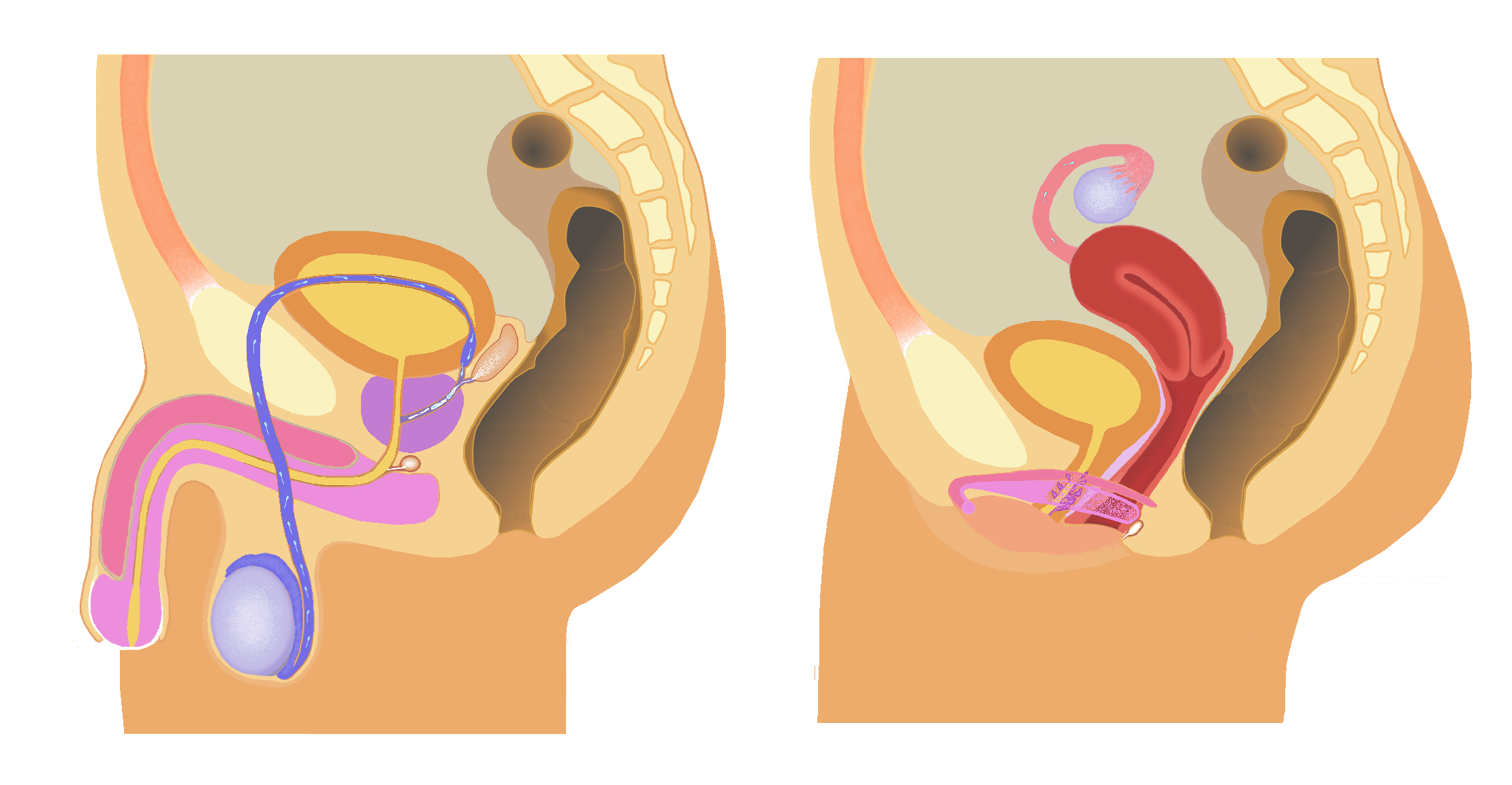
Идентичные и гомологичные органы показаны одним цветом. Сосуды и фаллопиевы трубы не являются гомологичными, поскольку сосуды развиваются из Вольфовых протоков, а фаллопиевы трубы - из Мюллеровых протоков. Кожа больших половых губ и яичек гомологична.

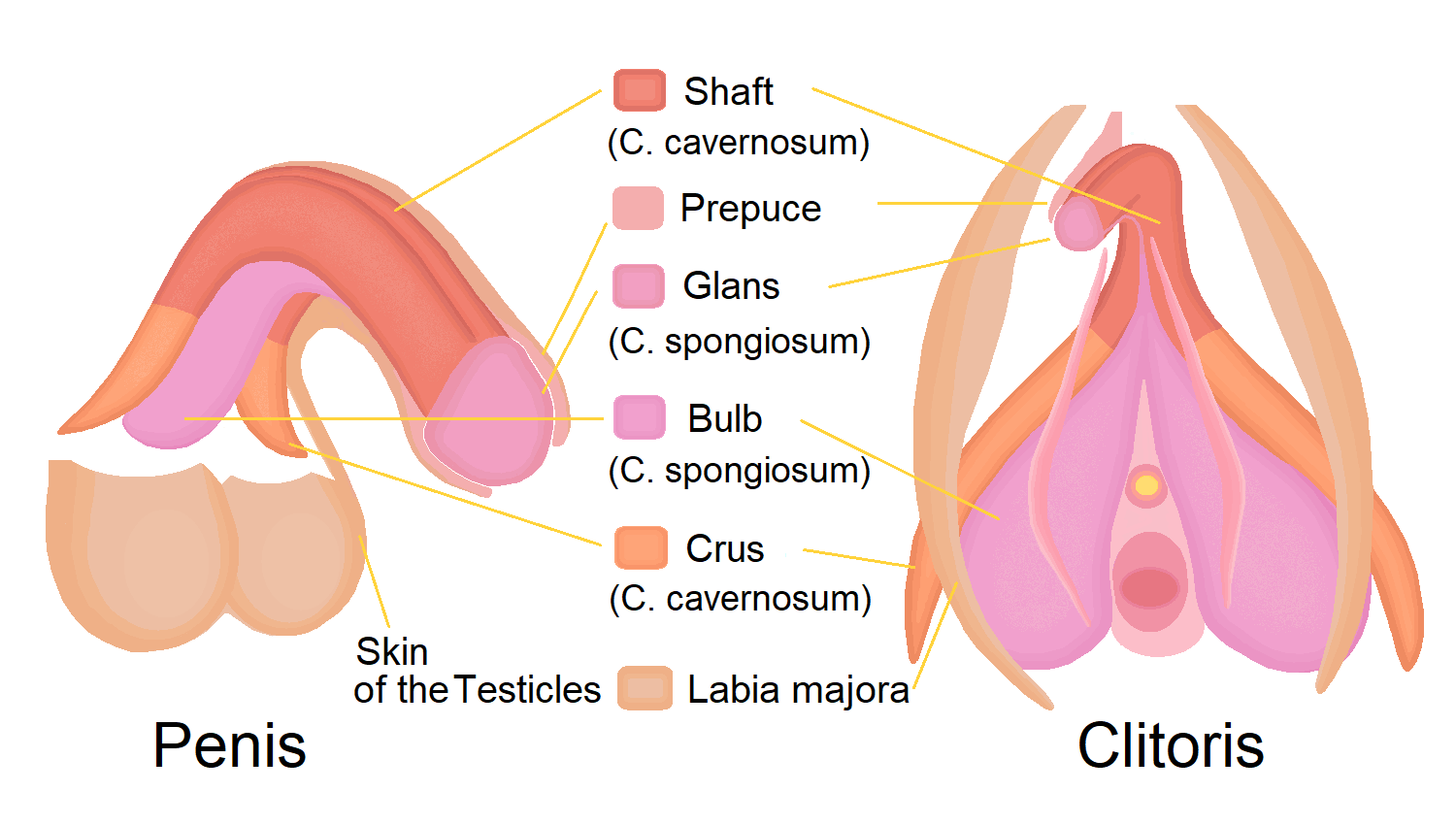
Строение тел пениса (слева) и клитора. Glans - головка; foreskin - крайняя плоть пениса, clitoral hood (cut) - крайняя плоть (капюшон) клитора (срезана); corona - венчик; corpora cavernosa - пещеристые тела; corpus spongiosum - губчатое тело; urethra - уретра.

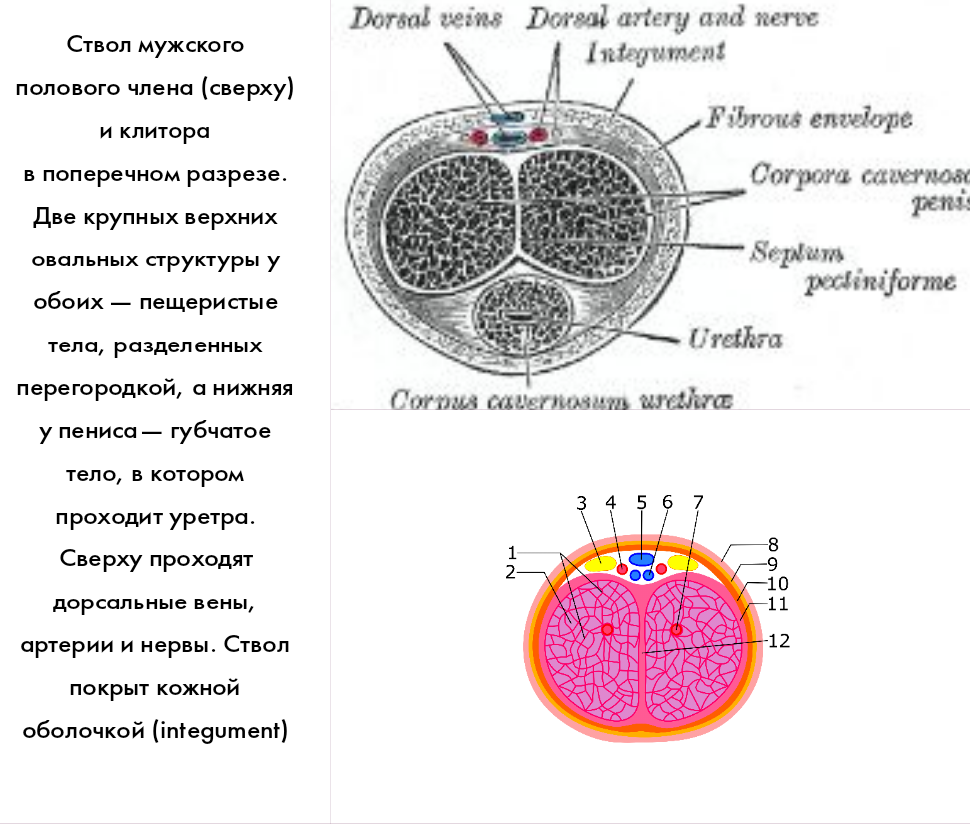
Строение пениса и клитора в поперечном разрезе

Список гомологичных органов репродуктивной системы человека показывает, как недифференцированные структуры эмбриона дифференцируются в мужские и женские органы.

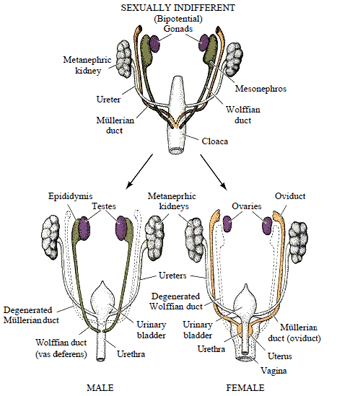
Дифференциация мочеполовой системы человека: сверху структуры до дифференциации, внизу: слева мужская (male), справа женская (female)

| Эмбриональные           | Мужские                               | Женские                                        |
| ----------------------- | ------------------------------------- | ---------------------------------------------- |
| Гонады                  | Яички                                 | Яичники                                        |
| Мюллеров проток         | Привесок яичка                        | Фаллопиевы трубы                               |
| Мюллеров проток         | Простатическая маточка                | Матка, верхняя часть влагалища                 |
| Мезонефрические протоки | Выносящие канальцы яичка, парадидимис | Придаток яичника, околояичник                  |
| Вольфов проток          | Сеть протоков яичка                   | Сеть протоков яичника                          |
| Вольфов проток          | Семявыводящий проток                  | Продольный проток придатка яичника             |
| Вольфов проток          | Придаток яичка                        | Придаток яичника                               |
| Вольфов проток          | Семенной канатик                      |                                                |
| Вольфов проток          | Семенной пузырек                      |                                                |
| Мочеполовой синус       | Предстательная железа                 | Железы Скина                                   |
| Мочеполовой синус       | Мочевой пузырь, уретра                | Мочевой пузырь, уретра, нижняя часть влагалища |
| Мочеполовой синус       | Бульбоуретральные железы              | Бартолиновы железы                             |
| Урогенитальные складки  | Мошонка                               | Большие половые губы                           |
| Генитальная трубка      | Периферическая уретра                 | Малые половые губы                             |
| Генитальный бугорок     | Половой член                          | Клитор                                         |